# Challenge Ciclista a Mallorca 2014
La XXIII Challenge Ciclista a Mallorca (oficialmente: Iberostar Challenge Ciclista a Mallorca), trascurrió entre el 9 y el 12 de febrero de 2014. La carrera se compuso de 4 trofeos independientes dentro del UCI Europe Tour 2013-2014 de categoría 1.1: Trofeo Palma, Trofeo Las Salinas-Campos-Santañí (oficialmente: Trofeo Migjorn), Trofeo Sierra de Tramontana, Deyá-Lluch (oficialmente: Trofeo Deyá), y Trofeo Muro-Puerto de Alcudia (oficialmente: Trofeo Playa de Muro). Siendo un total de 613,9 km la suma de todos ellos.
Participaron 21 equipos. El único equipo español de categoría UCI ProTeam (Movistar Team); el único de categoría Profesional Continental (Caja Rural-Seguros RGA); y los 2 de categoría Continental (Burgos BH-Castilla y León y Euskadi). En cuanto a representación extranjera, estuvieron 15 equipos: los UCI ProTeam del Team Sky, Lotto Belisol, Omega Pharma-Quick Step Cycling Team, Garmin Sharp, Astana Pro Team, Team Katusha, Orica GreenEDGE, Lampre-Merida y Team Europcar; los Profesionales Continentales del Team Novo Nordisk, Team NetApp-Endura, Cofidis, Solutions Crédits, IAM Cycling y MTN Qhubeka; y los Continentales del Cyclingteam De Rijke, ActiveJet Team y Team Ecuador.
Cada equipo puede alinear un mínimo de 6 y un máximo de 9 corredores por trofeo.
Los ganadores de los trofeos fueron Sacha Modolo (quien se hizo con el primero y segundo), Michał Kwiatkowski (vencedor del tercero) y Gianni Meersman (ganador del tercero).

## Clasificaciones

### Trofeos

#### 09-02-2014: Trofeo Palma, 116 km
| Posición | Ciclista          | Equipo                     | Tiempo       |
| -------- | ----------------- | -------------------------- | ------------ |
| 1        | Sacha Modolo      | Lampre-Merida              | 2h 29min 12s |
| 2        | Jens Debusschere  | Lotto Belisol              | mt.          |
| 3        | Dylan Groenewegen | De Rijke                   | mt.          |
| 4        | Gianni Meersman   | Omega Pharma-Quick Step    | mt.          |
| 5        | Adrien Petit      | Cofidis, Solutions Crédits | mt.          |
| 6        | Jon Aberasturi    | Euskadi                    | mt.          |
| 7        | Michael Matthews  | Orica GreenEDGE            | mt.          |
| 8        | Andrea Perón      | Novo Nordisk               | mt.          |
| 9        | Davide Vigano     | Caja Rural-Seguros RGA     | mt.          |
| 10       | Yoeri Havik       | De Rijke                   | mt.          |

##### Otras clasificaciones
- Montaña:  Alex Howes (Garmin Sharp)
- Metas Volantes:  Björn Thurau (Europcar)
- Sprints Especiales:  Ronan Van Zandbeek (De Rijke)
- Combinada:  Ronan Van Zandbeek (De Rijke)
- Equipos:  Cyclingteam De Rijke

#### 10-02-2014: Trofeo Las Salinas-Campos-Santañí, 183 km
| Posición | Ciclista           | Equipo                  | Tiempo       |
| -------- | ------------------ | ----------------------- | ------------ |
| 1        | Sacha Modolo       | Lampre-Merida           | 4h 07min 53s |
| 2        | Ben Swift          | Sky                     | mt.          |
| 3        | Gianni Meersman    | Omega Pharma-Quick Step | mt.          |
| 4        | Matteo Trentin     | Omega Pharma-Quick Step | mt.          |
| 5        | Vicente Reynés     | IAM                     | mt.          |
| 6        | Michael Matthews   | Orica GreenEDGE         | mt.          |
| 7        | Michał Kwiatkowski | Omega Pharma-Quick Step | mt.          |
| 8        | Fran Ventoso       | Movistar                | mt.          |
| 9        | Tony Hurel         | Europcar                | mt.          |
| 10       | Kristian Sbaragli  | MTN Qhubeka             | mt.          |

##### Otras clasificaciones
- Montaña:  Pablo Torres (Burgos-BH)
- Metas Volantes:  Coen Vermeltfoort (De Rijke)
- Sprints Especiales:  Coen Vermeltfoort (De Rijke)
- Combinada:  Björn Thurau (Europcar)
- Equipos:  Omega Pharma-Quick Step

#### 11-02-2014: Trofeo Sierra de Tramontana, Deyá-Lluch, 152,9 km
| Posición | Ciclista             | Equipo                  | Tiempo         |
| -------- | -------------------- | ----------------------- | -------------- |
| 1        | Michał Kwiatkowski   | Omega Pharma-Quick Step | 3h 59 min 51 s |
| 2        | Edvald Boasson Hagen | Sky                     | a 27 s         |
| 3        | Francesco Gavazzi    | Astana                  | m.t.           |
| 4        | Gianluca Brambilla   | Omega Pharma-Quick Step | m.t.           |
| 5        | Petr Vakoč           | Omega Pharma-Quick Step | m.t.           |
| 6        | Pieter Serry         | Omega Pharma-Quick Step | m.t.           |
| 7        | Jesús del Pino       | Burgos-BH               | m.t.           |
| 8        | Luis León Sánchez    | Caja Rural-Seguros RGA  | m.t.           |
| 9        | Tanel Kangert        | Astana                  | m.t.           |
| 10       | Sergio Henao         | Sky                     | m.t.           |

##### Otras clasificaciones
- Montaña:  Jesús del Pino (Burgos-BH)
- Metas Volantes:  Coen Vermeltfoort (De Rijke)
- Sprints Especiales:  Coen Vermeltfoort (De Rijke)
- Combinada:  Jesús del Pino (Burgos-BH)
- Equipos:  Omega Pharma-Quick Step

#### 12-02-2014: Trofeo Muro-Puerto de Alcudia, 162 km
| Posición | Ciclista             | Equipo                  | Tiempo          |
| -------- | -------------------- | ----------------------- | --------------- |
| 1        | Gianni Meersman      | Omega Pharma-Quick Step | 3 h 50 min 07 s |
| 2        | Fran Ventoso         | Movistar                | mt.             |
| 3        | Ben Swift            | Sky                     | mt.             |
| 4        | Sacha Modolo         | Lampre-Merida           | mt.             |
| 5        | Francesco Gavazzi    | Astana                  | mt.             |
| 6        | Edvald Boasson Hagen | Sky                     | mt.             |
| 7        | Michael Albasini     | Orica GreenEDGE         | mt.             |
| 8        | Sergei Chernetski    | Katusha                 | mt.             |
| 9        | Alexandre Pichot     | Europcar                | mt.             |
| 10       | Fabian Wegmann       | Garmin Sharp            | mt.             |

##### Otras clasificaciones
- Montaña:  Amets Txurruka (Caja Rural-Seguros RGA)
- Metas Volantes:  Amets Txurruka (Caja Rural-Seguros RGA)
- Sprints Especiales:  Vasil Kirienka (Sky)
- Combinada:  Tiago Machado (NetApp-Endura)
- Equipos:  Omega Pharma-Quick Step